# Baʿal II.
Baʿal II. war zwischen 573 und 564 v. Chr. König von Tyros. Seine Regierungszeit endete, als Nabu-kudurri-usur II. die Stadt belagerte und eroberte. Tyros wurde danach vermutlich in die babylonische Provinz Qadeš eingegliedert.